# Olivia Schough
Olivia Schough (Vanered, Halland, 1991. március 11. –) olimpiai ezüstérmes svéd női válogatott labdarúgó. Az FC Rosengård játékosa.

## Sikerei

### Klub
Svéd kupagyőztes (1):
- Göteborg FC (2): 2011, 2012

 Svéd szuperkupa győztes (1):
- Göteborg FC (1): 2013

### A válogatottban
Svédország
- Világbajnoki bronzérmes (1): 2019
- Olimpiai ezüstérmes (1): 2016, 2020[2]
- U19-es Európa-bajnoki bronzérmes (1): 2009
- Algarve-kupa győztes: 2018